# Alexandre Luigini

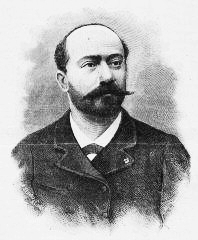
Alexandre Luigini (1887)

Alexandre Clement Leon Joseph Luigini (* 9. März 1850 in Lyon; † 29. Juli 1906 in Paris) war ein französischer Komponist.

## Leben und Wirken
Alexandre Luigini wuchs in einem Musikerhaushalt auf. Luiginis Großeltern stammten aus Modena, gingen aber nach Frankreich, als sein Großvater eine Anstellung als Trompeter am Grand-Théâtre in Lyon erhielt. Sein Vater Joseph Luigini war Dirigent des Orchesters des Grand-Théâtre sowie in mehreren Pariser Theatern. In dieser Tätigkeit komponierte er unter anderem Ballette und Kantaten. Nach einem Studium am Pariser Konservatorium, das Alexandre Luigini mit einem 2. Preis im Fach Violine abschloss, kehrte er nach Lyon zurück und war zunächst mehrere Jahre im Theaterorchester als Violinist tätig. 1877 wurde er Dirigent dieses Orchesters. In dieser Funktion hatte er auch für das Theater zu komponieren. Dies führte zur Komposition überwiegend von Ballettmusik, aber auch Opern und Orchestersuiten.
1897 verließ er Lyon und wurde Dirigent an der Opéra-Comique in Paris, wo er bis zu seinem plötzlichen Tod im Jahre 1906 lebte. Seine Kompositionen sind überwiegend aus der Theaterpraxis heraus entstanden. Er schrieb überwiegend Gebrauchsmusik für das Ballett und für diverse Theaterproduktionen, darunter zwei Opern. Daneben entstanden eine Reihe von Liedern sowie Werke für Streichquartett und andere Kammermusikformationen. Luiginis bekanntestes Werk ist das Ballet Égyptien (1875), welches in den frühen 1920er Jahren große Bekanntheit als Orchestersuite erlangte. Luigini komponierte die Musik ursprünglich für den zweiten Akt zu Giuseppe Verdis Aida, als diese 1886 in Lyon zur Aufführung kam. Besondere Popularität erlangte diese Ballett-Musik in ihrer Verwendung beim pseudo-ägyptischen „sand-dance“ des britischen Unterhaltungs-Trios Jack Wilson, Joe Keppel und Betty Knox, die damit von den 1920er bis in die 1950er Jahre auftraten.

## Werke
| - Les caprices de Margot (1877) - La Reine des fleurs (1878) - Faublas (1881) - Ballet égyptien (1875) - Anges et démons (1876) - Les Noces d’Ivanovna (1883) - Le Bivouac (1889) - Les Écharpes (1891) - Rayon d’or (1891) - Rose et Papillon (1891) - Le Meunier (1892) - Arlequin écolier (1894) - Dauritha (1894) | - Marche de l’Émir op. 4 (transkribiert für Piano von C. Blanc) - Ballet Égyptien Nr. 1–3 op. 12 (1875) - La Voix des Cloches op. 18 (Träumerei für Klavier) - Sérénade Romantique für Klavier, Flöte, Violine, Violoncello und Orgel op. 27 - Mon beau rêve op. 17 (Lied über einen Text von Dumoraize) - Noël d’amour op. 66 (Lied über einen Text von Maurice Hennequin) - Guitarina (Souvenir d’Espagne) (Lied über einen Text von L. Leclair) - Zingara, Chanson Bohémienne (Lied über einen Text von L. Leclair) - Ballet russe, Thèmes - Caprice - Fantasie über Themen aus Samson et Dalila von Camille Saint-Saëns - Marche solennelle (transkribiert für Klavier von C. Saint-Saëns) - Six petits Morceaux |